# Gunung Air Riuh
Gunung Air Riuh är ett berg i Indonesien.   Det ligger i provinsen Aceh, i den västra delen av landet, 1 600 km nordväst om huvudstaden Jakarta. Toppen på Gunung Air Riuh är 1 716 meter över havet.
Terrängen runt Gunung Air Riuh är varierad.Runt Gunung Air Riuh är det mycket glesbefolkat, med 7 invånare per kvadratkilometer. I omgivningarna runt Gunung Air Riuh växer i huvudsak städsegrön lövskog.